# Léo Eichmann
Léo Eichmann (Ernetschwil, 24 de dezembro de 1936) é um ex-futebolista suíço que atuava como goleiro.

## Carreira
Léo Eichmann fez parte do elenco da Seleção Suíça de Futebol, na Copa do Mundo de 1966.